# Toro
Toro là một đô thị ở tỉnh Campobasso trong vùng Molise thuộc nước Ý, có vị trí cách khoảng 8 km về phía đông của Campobasso. Tại thời điểm ngày 31 tháng 12 năm 2004, đô thị này có dân số 1.507 người và diện tích là 24,0 km².
Toro giáp các đô thị: Campodipietra, Jelsi, Monacilioni, Pietracatella, San Giovanni in Galdo.